# 吉田秀雄 (野球)
吉田 秀雄（よしだ ひでお）は、日本の元アマチュア野球選手（捕手）。

## 経歴
修徳高等学校では、捕手として1968年秋季東京大会準決勝に進むが国士舘高に敗れる。翌1969年夏の甲子園都予選も準々決勝でエース但田裕介を擁する堀越高に敗退。
駒澤大学に進学。東都大学野球リーグでは在学中1972年秋季リーグ、1973年秋季リーグの2回優勝。1973年春季リーグでは首位打者となり、直後の日米大学野球選手権大会日本代表に選出される。同年の明治神宮野球大会では、同期のエース赤津宏二（日立製作所）とバッテリーを組み、決勝で田尾安志のいた同志社大を降し優勝を飾る。ベストナイン（捕手）2回受賞。赤津以外の大学同期に栗橋茂、木下富雄らがいた。
卒業後は新日鐵名古屋に入社。1年目から捕手、四番打者として起用され、1974年の都市対抗にチーム初出場を果たす。しかし1回戦で日本楽器に敗退。1976年の社会人野球日本選手権では大学後輩の水谷啓昭の好投もあって決勝に進出。4回に先制適時打を放ち、水谷が日本鉱業佐賀関の藤沢公也との投手戦を制し1-0で初優勝を飾る。この大会では準々決勝でも本塁打、15打数6安打5打点の活躍で優秀選手賞を獲得。1977年のインターコンチネンタルカップ日本代表に選出された。その後も長く主軸として活躍し、1983年の都市対抗でも決勝に進み東芝に敗退するが、2回戦では先発マスクを被る。同大会で10年連続出場表彰を受けた。